# Rozhledna na Jedlové
Rozhledna na Jedlové je 29 metrů vysoká kamenná rozhledna s ochozem ve výši 23 metrů, na třetím nejvyšším vrcholu Lužických hor, Jedlové. Nachází se v nejsevernější části České republiky, ve východní části Ústeckého kraje, v okrese Děčín na území obce Jiřetín pod Jedlovou. Stavba je chráněná jako kulturní památka.
Rozhledna je kamenná válcová věž se slepou arkádou v přízemí, která vrcholí atikou ve tvaru cimbuří a má kuželovou střechu. Jednotlivá patra oddělují římsy.

## Historie
Myšlenka na postavení rozhledny na vrcholu Jedlové vznikla v roce 1888 v jiřetínské sekci Horského spolku pro nejsevernější Čechy. Hlavním iniciátorem výstavby byl jiřetínský učitel Josef Menzel. Opíral se o historické záznamy, které dokládají osobní návštěvu císaře Josefa II. na vrcholu Jedlové v roce 1779, kam zavítal v rámci svých inspekčních cest. Získal souhlas majitele kamenického panství, knížete Ferdinanda Kinského. Spolek zřídil stavební komisi, která ze dvou návrhů, kamenné a železné rozhledny, vybrala kamennou věž, jejímž autorem byl varnsdorfský stavitel Stoy. V září 1890 se začalo se stavbou pod vedením krásnolipského stavitele Josefa Eiselta. Ke zdění se použil místní znělcový kámen, pouze na římsy a okenní obklady bylo nutno dovézt cihly. Do zimy se podařilo postavit kamennou kruhovou podstavu, která má obloukové reliéfy, které jsou typickým prvkem lužickohorské lidové architektury.
Na jaře roku 1891 vyrostla na podstavě čtyřstupňová válcová věž s vyhlídkovou plošinou ve výšce 23 metrů. Nad ochozem ozdobeným cimbuřím je několik metrů vysoká věž, která zakrývá vyústění schodiště se 125 stupni. Výstavba věže stála 5 200 zlatých a rok práce.

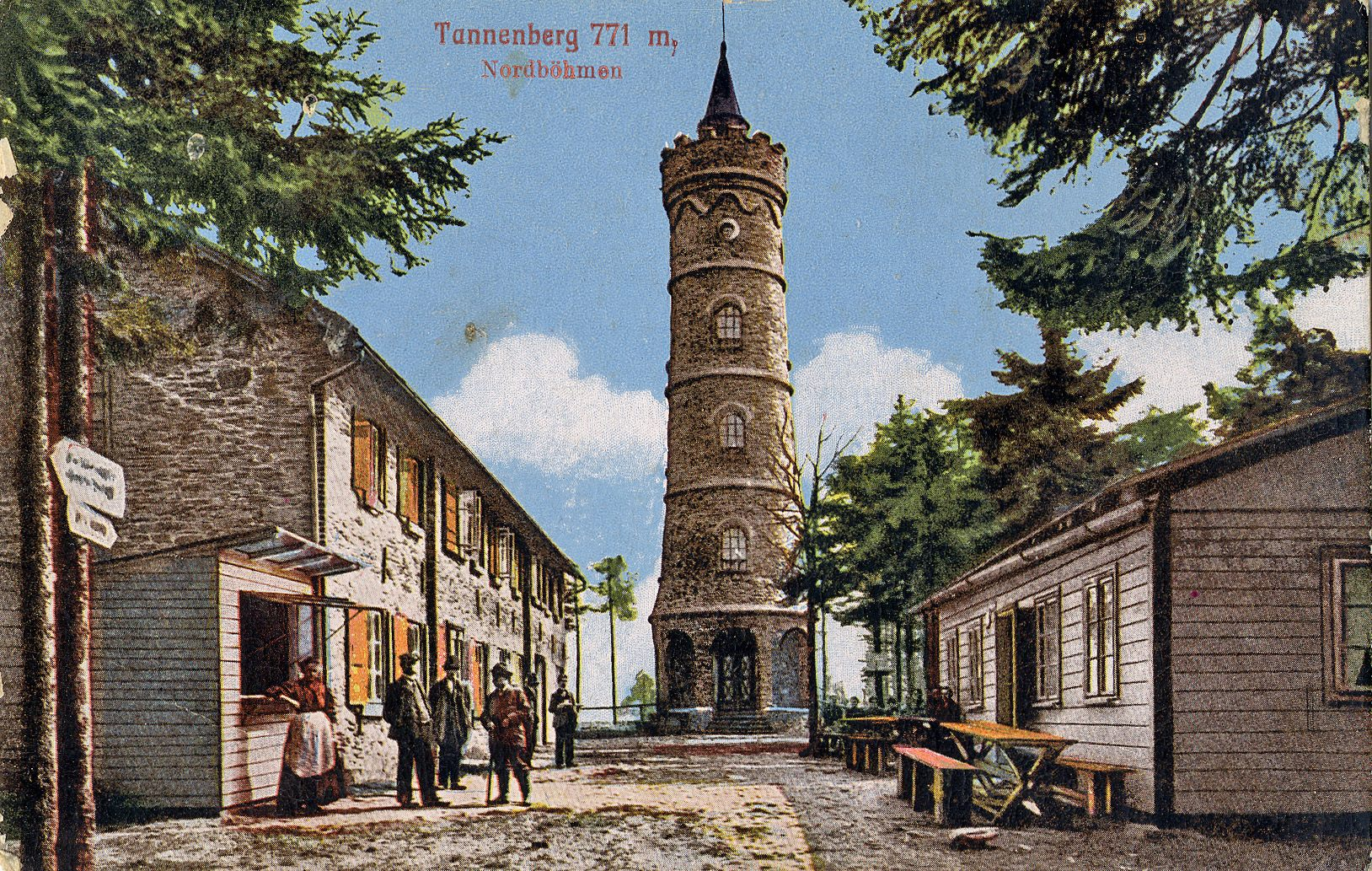
Rozhledna na vrcholu Jedlové na přelomu 19. a 20. století

V neděli 14. září 1891 byla rozhledna otevřena veřejnosti. Pod rozhlednou nechal kníže Kinský současně otevřít restauraci. Po otevření se rozhledna stala lákadlem pro turisty jak z Čech, tak i ze Saska.
V tehdejším turistickém tisku dostala rozhledna označení Rigi Lužických hor. Rozhledy totiž připomínaly horu Rigi ve švýcarských Alpách. Rozhledna byla a je snadno dostupná pomocí železnice. Horskou tratí České severní dráhy, která měla přezdívku Malý Semerink, byla přístupná z nádraží v Jedlové, z Chřibské a z Jiřetína pod Jedlovou.
Pod věžičkou byla lucerna, která připomínala maják v Lužických horách mnoho desetiletí. Koncem druhém světové války byla zničena restaurace a rozhledna začala chátrat.
V roce 1943, za druhé světové války, odešli z Jedlové poslední obyvatelé, rozhledna i hostinec zůstaly opuštěné. Stavby zarostly náletovou vegetací. Na konci 60. let dvacátého století se zřítilo schodiště, rozhledna byla nepřístupná a z  restaurace zůstaly pouze trosky.
V roce 1961 projevili členové lyžařského oddílu zájem o obnovu restaurace a turistické chaty, ale ani iniciativy v polovině 70. let dvacátého století či v roce 1982–83 nevedly k záchraně rozhledny.
V roce 1992 začali jednat manželé Krejčí se starostou Jiřetína pod Jedlovou Josefem Zoserem o obnově rozhledny. V říjnu 1992 byla podepsána smlouva, že obec Jiřetín pod Jedlovou zajistí materiál na opravu rozhledny, Slovan Varnsdorf zajistí materiál a dopravu na vrchol Jedlové, a firma Krejčí a syn zajistí na vlastní náklady práce jak na rozhledně, tak i na opravě restaurace. Podmínka byla zpřístupnění rozhledny do jednoho roku.
Dne 3. července 1993 byla rozhledna znovuotevřena pro veřejnost a 18. srpna 1995 znovuzprovozněna i restaurace.
Památkově chráněna je rozhledna od 22. března 1993.

## Přístup
K rozhledně vede pěší červená turistická trasa číslo 0332, která je součástí evropské dálkové trasy E3. Vstup na rozhlednu je zpoplatněn, vstupenky lze zakoupit v restauraci pod rozhlednou.